# ФК Коритиба
Коритиба је бразилски фудбалски клуб из Куритибе, Бразил. Клуб су основали 1909. године њемачки досељеници у Бразил.